# Rottøya
Rottøya  est une petite île de la commune de Aure, du comté de Møre og Romsdal, dans la mer de Norvège.

## Description
L'île de 4 km2 se situe entre le continent et la grande île d'Ertvågsøya. La petite île de Ruøya se trouve juste au nord de Rottøya.
Le Mjosund Bridge (en) traverse le détroit de Mjosundet, reliant Rottøya à l'île d'Ertvågsøya à l'ouest. Le pont de Smalsund traverse le détroit de Smalsundet, reliant Rottøya à l'île de Ruøya au nord. Le plus grand détroit d'Aursundet est situé à l'est de l'île.

## Galerie

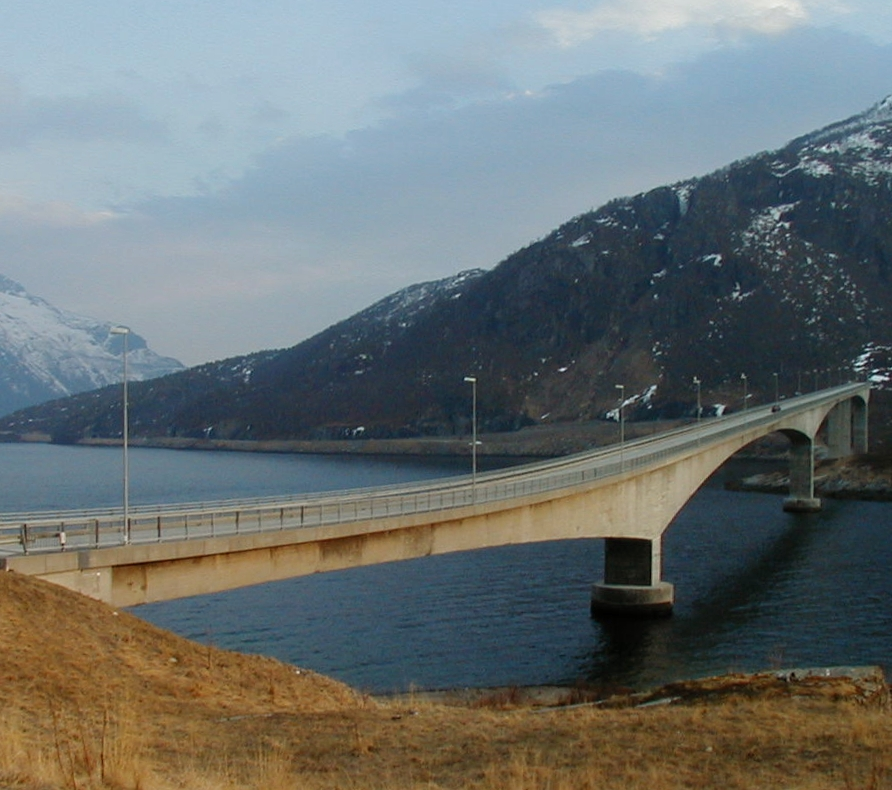
Pont de Mjøsund
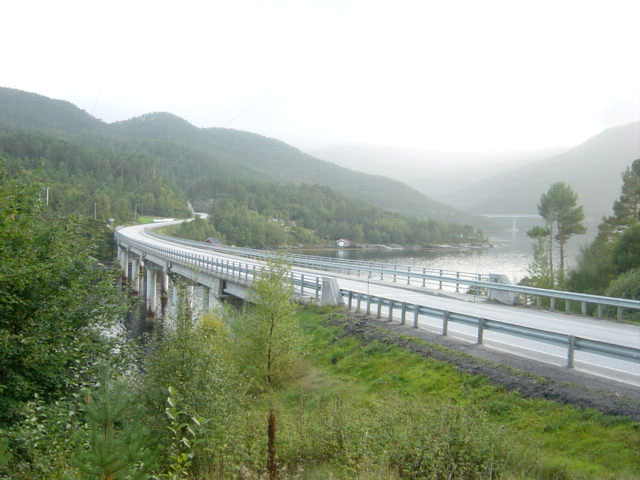
Pont de Smalsund